# 산페드로 (칠레)
산페더러(스페인어: San Pedro)는 칠레 산티아고 수도주 멜리피야 현의 코무나이다.